# Symphonie no 5 de Chostakovitch
Pour les articles homonymes, voir Symphonie no 5.
La Symphonie no 5 en ré mineur, Opus 47, de Dmitri Chostakovitch fut écrite en trois mois en 1937, et créée le 21 novembre de la même année à Léningrad sous la direction d'Evgeni Mravinski. Avec cette symphonie, Chostakovitch essaye de regagner les faveurs officielles, après la condamnation de son œuvre par Joseph Staline.
C'est la symphonie la plus jouée et la plus enregistrée du compositeur[réf. souhaitée].

## Orchestration
- 2 flûtes et 1 piccolo, 2 hautbois, 2 clarinettes en Si bémol et La et 1 clarinette piccolo en Mi bémol, 2 bassons et 1 contrebasson ; 4 cors, 3 trompettes, 3 trombones, 1 tuba
- timbales, grosse caisse, cymbales frappées et suspendue, triangle, tam tam, xylophone, piano/célesta, 2 harpes
- cordes[1]

## Histoire

### Contexte
Toute sa vie, Chostakovitch a dû composer avec un système totalitaire pour lequel une renommée internationale était le signe d'une trahison de l'idéologie officielle. Ainsi, en 1936, Joseph Staline désapprouve l'opéra Lady Macbeth du district de Mtsensk, ce qui entraîne l'interdiction de la musique de Chostakovitch sur toutes les scènes de l'Union soviétique.
Le compositeur, à la recherche d'une œuvre qui conviendrait aux autorités, sans se plier entièrement à leur volonté, entame sa Cinquième Symphonie, composée à l'occasion du 20e anniversaire de la Révolution de 1917.

### Composition
Chostakovitch passe le printemps 1937 à Haspra en Crimée, dans une maison de repos pour savants et artistes. Lorsqu'on lui demande de se mettre au piano, il refuse net. Néanmoins, un des hôtes remarque que tôt le matin, pendant que les autres dorment encore, le compositeur « entre prudemment dans la salle sur la pointe des pieds, ouvre le piano et se met à jouer et à noter quelque chose sur du papier à musique,. »
Chostakovitch a terminé les trois premiers mouvements lorsqu'il rentre à Moscou en juin ; il achève son travail en écrivant le finale.
Il déclare que sa symphonie est une « réponse pratique d’un artiste soviétique à de justes critiques » : « Je ne peux pas penser à mes futurs progrès en dehors de la structure socialiste, et l'objectif que je me suis fixé pour mon travail est de contribuer en tout point à la croissance de notre remarquable pays. » Il ajoute qu'il n'était pas content de sa Quatrième Symphonie et tient à être compris du plus grand nombre : « Tout n’a pas été d’égale valeur dans mes œuvres précédentes. Il y a eu des échecs. Dans ma Cinquième Symphonie, je me suis efforcé à ce que l’auditeur soviétique ressente dans ma musique un effort en direction de l’intelligibilité et de la simplicité. » Ces propos donnent lieu à des interprétations diverses : les unes selon lesquelles ils proviennent de biographes commandités ; les autres considérant que la réalité tient plus de ces propos : « La plupart de mes symphonies sont des monuments funéraires. Trop de gens, chez nous, ont péri on ne sait où. Et nul ne sait où ils sont enterrés. Même leurs proches ne le savent pas. Où peut-on leur ériger un monument ? Seule la musique peut le faire. Je leur dédie donc toute ma musique[réf. nécessaire]. »
Dans tous les cas, cet acte de contrition permet à sa musique de revenir sur scène.

### Création et réception
La composition sert d’outil de propagande à l’intention du public soviétique, puis international.
La première de la Cinquième Symphonie a lieu à la Philharmonie de Leningrad le 21 novembre 1937 par l'Orchestre philharmonique de Leningrad dirigé par Ievgueni Mravinski. Elle bouleverse l'assistance à tel point que beaucoup pleurent, réaction inhabituelle à une œuvre nouvelle,.
Un auditeur se souvient : « Pendant le finale, beaucoup d'auditeurs se mirent à se lever involontairement l'un après l'autre,. »
Si le finale suscite encore des débats passionnés, la critique soviétique est unanime : « La pression émotionnelle est au maximum : encore un pas et tout explosera dans un hurlement physiologique,. »

« Le pathos de la souffrance est par endroits poussé jusqu'au cri naturaliste et au hurlement. Dans certains épisodes, la musique est capable de provoquer presque une douleur physique,. »

### Controverse sur le sous-titre
Le 25 janvier 1938, le journal Vetcherniaia Moskva publie un article de Chostakovitch intitulé « Ma réponse d'artiste ». Chostakovitch y dit que la Cinquième Symphonie serait « la réponse concrète et créative d'un artiste soviétique à une critique justifiée. » Cette définition est depuis longtemps passée sous silence en Union soviétique, mais pour des raisons encore inconnues, on la considère en Occident comme le sous-titre officiel donné par l'auteur lui-même à sa symphonie,,.

## Analyse de l'œuvre

### Description
Avec l'opus 47, Chostakovitch renoue avec la tradition qui va de Moussorgski à Miaskovski, en passant par Borodine et, surtout, Tchaïkovski[C'est-à-dire ?].
Malgré les déclarations du compositeur, l'œuvre « est loin d'être repentante. C'est un cri de rébellion, avec des premières mesures empreintes de colère et une conclusion à peine plus optimiste ». En outre, Chostakovitch applique les formes, motifs et structures du style occidental d'une façon plus appuyée que dans ses œuvres antérieures.
Pour André Lischke, c'est « une œuvre autobiographique que traverse le drame vécu et surmonté par le compositeur, et qui se conclut par le cri final de victoire ou de défi. En pleine période des purges staliniennes, quand l’angoisse collective était à son apogée, la tension émotionnelle de la symphonie fut perçue par l’auditoire avec une acuité exceptionnelle. »

### Moderato
Le Moderato initial commence par un canon dans les cordes, qui forme la base du mouvement entier.

### Allegretto
Seule note de couleur et d’humour, le deuxième mouvement, l’Allegretto, est un scherzo sous forme de danse humoristique en trois temps.
Premier thème du second mouvement.

### Largo
Le Largo qui suit est le mouvement le plus profond de l’œuvre, longue méditation d'une « angoisse tchaïkovskienne » selon les mots d'André Lischke.

### Allegro non troppo
Le mouvement final a été au centre de nombreuses discussions : vu comme une concession à la pression politique ou l'ironie d’une marche triomphale de la dictature sur le peuple opprimé. Un la aigu est répété 252 fois par presque tout l'orchestre, tandis que les cuivres se chargent de faire résonner le thème (la mélodie) sans jamais vraiment retenir toute l'attention. Ce final est pris comme une marche triomphale.

## Dans la culture populaire
Les premières mesures du premier mouvement ont été samplées par le chanteur britannique Morrissey dans la chanson The Teachers Are Afraid of The Pupils. La chanson La Superbe de Benjamin Biolay est inspirée de cette chanson et des premières notes de la symphonie. Elle est ensuite elle-même samplée par Grand Corps Malade dans la chanson La Cause.

## Discographie sélective
La Cinquième Symphonie a été gravée par Ievgueni Mravinski, Leonard Bernstein, Lorin Maazel, Georg Solti, Kurt Sanderling, Leopold Stokowski, Karel Ančerl, Riccardo Muti, Christoph Eschenbach, Charles Mackerras, Theodore Kuchar, Maxime Chostakovitch.
| Direction          | Orchestre                                   | Année        | Label                  | Note |
| ------------------ | ------------------------------------------- | ------------ | ---------------------- | ---- |
| Leonard Bernstein  | Orchestre philharmonique de New York        | 1959         | Columbia Records       |      |
| Kirill Kondrachine | Orchestre philharmonique de Moscou          | 1964         | Melodiya               |      |
| Ievgueni Mravinski | Orchestre philharmonique de Leningrad       | 1978 et 1984 | Praga / Melodiya Erato |      |
| Bernard Haitink    | Orchestre royal du Concertgebouw            | 1981         | Decca                  |      |
| Kurt Sanderling    | Berliner Sinfonie-Orchester                 | 1982         | Berlin Classics        |      |
| Vassili Petrenko   | Orchestre philharmonique royal de Liverpool | 2008         | Naxos                  |      |